# Francisco Linage
Francisco Linage (Toro, 14 de febrer de 1795 - Madrid, Castella, 10 de gener de 1848) fou un militar espanyol.
Es distingí notablement com a voluntari en l'expedició del general Morillo a Amèrica de 1815. Tornà a Espanya de capità, passant els anys de 1824 al cos de carrabiners, on prestà importants serveis, i després a la secretari de la Capitania General de Galícia quan ocorregué l'atemptat contra el general Eguia. El general Espartero el nomenà secretari particular, i al seu costat va combatre en la primera guerra carlina fins al Conveni de Bergara, del qual, va redactar pràcticament tots els articles. Fou també autor del manifest polític de Mar de las Matas. Fou ascendit a mariscal de camp després de la presa de Castellote, i treballà en favor de la regència d'Espartero, al que fou sempre addicte. Publicà diversos escrits polítics i un fulletó: El Mariscal de Campo D. Francisco Linage a los espanyoles.